# Joseph Schneider
Pour les articles homonymes, voir Schneider.
Joseph Schneider (26 octobre 1900 à Thionville - 7 juin 1986 à Bonn) est un juriste allemand. Il est le premier président de la Cour fédérale allemande du contentieux social.

## Biographie
Joseph Schneider étudie le droit à Bonn, où il est un membre actif de l'Association des étudiants catholiques "K.St.V. Arminia Bonn". En 1931, il devient référent au ministère prussien de l'Intérieur. En 1935, il est nommé à Aix-la-Chapelle, conseiller auprès du gouvernement de la Rhénanie prussienne. Puis il travaille pour le Reichsversicherungsamt, le ministère des affaires sociales allemand, avant de travailler comme consultant, de 1939 à 1942, pour la sécurité sociale dans le Protectorat de Bohême-Moravie. En 1942, Joseph Schneider est nommé Chef de la Section de la sécurité sociale au ministère de l’Économie et du Travail, à Prague. Il conserve ce poste jusqu'à la fin de la Seconde Guerre mondiale. En 1947, Schneider devient Oberkreisdirektor, secrétaire général des services de l'arrondissement d'Olpe. En 1950, Joseph Schneiderest est nommé à la tête du Département de l'Administration générale et des affaires juridiques au ministère du Travail. En 1954, il est finalement nommé président de la Cour fédérale du contentieux social, qu'il préside jusqu'en 1968.

## Distinctions
- Grand commandeur de l'Ordre du Mérite de la République fédérale d'Allemagne
- Docteur honoris causa de l'université de Göttingen
- Médaille d'or d'honneur de l'Association des blessés de guerre

## Sources
- Karl-Heinz Nickel, Harald Schmidt, Florian Tennstedt, Heide Wunder: Kurzbiographien, in: Kassel als Stadt der Juristen (Juristinnen) und der Gerichte in ihrer tausendjährigen Geschichte. Dir. von Georg Wannagat, Heymann, Cologne, 1990 (p. 505 et suiv.).